# Seznam dílů seriálu Vikingové
Toto je seznam dílů seriálu Vikingové. Kanadsko-irské historické drama Vikingové vytvořil a napsal Michael Hirst pro kanadský televizní kanál History. Premiérově byl seriál vysílán od 3. dubna 2013 do 30. prosince 2020.

## Přehled řad
| Řada | Díly | Premiéra v USA     | Premiéra v USA    | Premiéra v ČR      | Premiéra v ČR     |
| Řada | Díly | První díl          | Poslední díl      | První díl          | Poslední díl      |
| ---- | ---- | ------------------ | ----------------- | ------------------ | ----------------- |
| 1    | 9    | 3. března 2013     | 28. dubna 2013    | 28. listopadu 2016 | 23. ledna 2017    |
| 2    | 10   | 27. února 2014     | 1. května 2014    | 30. ledna 2017     | 3. dubna 2017     |
| 3    | 10   | 19. února 2015     | 23. dubna 2015    | 20. května 2018    | 22. července 2018 |
| 4    | 10   | 18. února 2016     | 21. dubna 2016    | 29. července 2018  | 30. září 2018     |
| 4    | 10   | 30. listopadu 2016 | 1. února 2017     | 7. října 2018      | 9. prosince 2018  |
| 5    | 10   | 29. listopadu 2017 | 24. ledna 2018    | 16. prosince 2018  | 17. února 2019    |
| 5    | 10   | 28. listopadu 2018 | 30. ledna 2019    | 24. února 2019     | 28. dubna 2019    |
| 6    | 10   | 4. prosince 2019   | 5. února 2020     | 11. května 2020    | 12. července 2020 |
| 6    | 10   | 30. prosince 2020  | 30. prosince 2020 | 27. dubna 2021     | 29. června 2021   |

## Seznam dílů

### První řada (2013)
| Č. v seriálu | Č. v řadě | Původní název         | Český název       | Režie           | Scénář        | Premiéra v USA  | Premiéra v ČR      |
| ------------ | --------- | --------------------- | ----------------- | --------------- | ------------- | --------------- | ------------------ |
| 1            | 1         | Rites of Passage      | První sněm        | Johan Renck     | Michael Hirst | 3. března 2013  | 28. listopadu 2016 |
| 2            | 2         | Wrath of the Northmen | Hněv seveřanů     | Johan Renck     | Michael Hirst | 10. března 2013 | 5. prosince 2016   |
| 3            | 3         | Dispossessed          | Vyvlastnění       | Johan Renck     | Michael Hirst | 17. března 2013 | 12. prosince 2016  |
| 4            | 4         | Trial                 | Soud              | Ciaran Donnelly | Michael Hirst | 24. března 2013 | 19. prosince 2016  |
| 5            | 5         | Raid                  | Přepadení         | Ciaran Donnelly | Michael Hirst | 31. března 2013 | 26. prosince 2016  |
| 6            | 6         | Burial of the Dead    | Pohřební obřad    | Ciaran Donnelly | Michael Hirst | 7. dubna 2013   | 2. ledna 2017      |
| 7            | 7         | A King's Ransom       | Královské výkupné | Ken Girotti     | Michael Hirst | 14. dubna 2013  | 9. ledna 2017      |
| 8            | 8         | Sacrifice             | Oběť bohům        | Ken Girotti     | Michael Hirst | 21. dubna 2013  | 16. ledna 2017     |
| 9            | 9         | All Change            | Čas změn          | Ken Girotti     | Michael Hirst | 28. dubna 2013  | 23. ledna 2017     |

### Druhá řada (2014)
| Č. v seriálu | Č. v řadě | Původní název     | Český název         | Režie           | Scénář        | Premiéra v USA  | Premiéra v ČR   |
| ------------ | --------- | ----------------- | ------------------- | --------------- | ------------- | --------------- | --------------- |
| 10           | 1         | Brother's War     | Válka bratrů        | Ciaran Donnelly | Michael Hirst | 27. února 2014  | 30. ledna 2017  |
| 11           | 2         | Invasion          | Invaze              | Ciaran Donnelly | Michael Hirst | 6. března 2014  | 6. února 2017   |
| 12           | 3         | Treachery         | Zrada               | Ken Girotti     | Michael Hirst | 13. března 2014 | 13. února 2017  |
| 13           | 4         | Eye For an Eye    | Oko za oko          | Ken Girotti     | Michael Hirst | 20. března 2014 | 20. února 2017  |
| 14           | 5         | Answers in Blood  | Odpovědi psané krví | Jeff Woolnough  | Michael Hirst | 27. března 2014 | 27. února 2017  |
| 15           | 6         | Unforgiven        | Nesmiřitelní        | Jeff Woolnough  | Michael Hirst | 3. dubna 2014   | 6. března 2017  |
| 16           | 7         | Blood Eagle       | Krvavý orel         | Kari Skogland   | Michael Hirst | 10. dubna 2014  | 13. března 2017 |
| 17           | 8         | Boneless          | Ivar Bezkostný      | Kari Skogland   | Michael Hirst | 17. dubna 2014  | 20. března 2017 |
| 18           | 9         | The Choice        | Volba               | Ken Girotti     | Michael Hirst | 24. dubna 2014  | 27. března 2017 |
| 19           | 10        | The Lord's Prayer | Modlitba Páně       | Ken Girotti     | Michael Hirst | 1. května 2014  | 3. dubna 2017   |

### Třetí řada (2015)
| Č. v seriálu | Č. v řadě | Původní název  | Český název    | Režie          | Scénář        | Premiéra v USA  | Premiéra v ČR     |
| ------------ | --------- | -------------- | -------------- | -------------- | ------------- | --------------- | ----------------- |
| 20           | 1         | Mercenary      | Žoldnéř        | Ken Girotti    | Michael Hirst | 19. února 2015  | 20. května 2018   |
| 21           | 2         | The Wanderer   | Poutník        | Ken Girotti    | Michael Hirst | 26. února 2015  | 27. května 2018   |
| 22           | 3         | Warrior's Fate | Osud bojovníka | Jeff Woolnough | Michael Hirst | 5. března 2015  | 3. června 2018    |
| 23           | 4         | Scarred        | Zjizvení       | Jeff Woolnough | Michael Hirst | 12. března 2015 | 10. června 2018   |
| 24           | 5         | The Usurper    | Uchvatitel     | Helen Shaver   | Michael Hirst | 19. března 2015 | 17. června 2018   |
| 25           | 6         | Born Again     | Znovuzrozený   | Helen Shaver   | Michael Hirst | 26. března 2015 | 24. června 2018   |
| 26           | 7         | Paris          | Paříž          | Kelly Makin    | Michael Hirst | 2. dubna 2015   | 1. července 2018  |
| 27           | 8         | To the Gates!  | Před branami   | Kelly Makin    | Michael Hirst | 9. dubna 2015   | 8. července 2018  |
| 28           | 9         | Breaking Point | Obrat          | Ken Girotti    | Michael Hirst | 16. dubna 2015  | 15. července 2018 |
| 29           | 10        | The Dead       | Mrtvý          | Ken Girotti    | Michael Hirst | 23. dubna 2015  | 22. července 2018 |

### Čtvrtá řada (2016–2017)

#### První část (2016)
| Č. v seriálu | Č. v řadě | Původní název           | Český název      | Režie           | Scénář        | Premiéra v USA  | Premiéra v ČR     |
| ------------ | --------- | ----------------------- | ---------------- | --------------- | ------------- | --------------- | ----------------- |
| 30           | 1         | A Good Treason          | Dobrá zrada      | Ciaran Donnelly | Michael Hirst | 18. února 2016  | 29. července 2018 |
| 31           | 2         | Kill the Queen          | Zabijte královnu | Ciaran Donnelly | Michael Hirst | 25. února 2016  | 5. srpna 2018     |
| 32           | 3         | Mercy                   | Milost           | Ciaran Donnelly | Michael Hirst | 3. března 2016  | 12. srpna 2018    |
| 33           | 4         | Yol                     | Jól              | Helen Shaver    | Michael Hirst | 10. března 2016 | 19. srpna 2018    |
| 34           | 5         | Promised                | Přísliby         | Helen Shaver    | Michael Hirst | 17. března 2016 | 26. srpna 2018    |
| 35           | 6         | What Might Have Been    | Co se mohlo stát | Ken Girotti     | Michael Hirst | 24. března 2016 | 2. září 2018      |
| 36           | 7         | The Profit and the Loss | Zisk a ztráta    | Ken Girotti     | Michael Hirst | 31. března 2016 | 9. září 2018      |
| 37           | 8         | Portage                 | Portáž           | Ken Girotti     | Michael Hirst | 7. dubna 2016   | 16. září 2018     |
| 38           | 9         | Death All 'Round        | Smrt všude kolem | Jeff Woolnough  | Michael Hirst | 14. dubna 2016  | 23. září 2018     |
| 39           | 10        | The Last Ship           | Poslední loď     | Jeff Woolnough  | Michael Hirst | 21. dubna 2016  | 30. září 2018     |

#### Druhá část (2016–2017)
| Č. v seriálu | Č. v řadě | Původní název                            | Český název              | Režie           | Scénář        | Premiéra v USA     | Premiéra v ČR      |
| ------------ | --------- | ---------------------------------------- | ------------------------ | --------------- | ------------- | ------------------ | ------------------ |
| 40           | 11        | The Outsider                             | Outsider                 | Daniel Grou     | Michael Hirst | 30. listopadu 2016 | 7. října 2018      |
| 41           | 12        | The Vision                               | Vidění                   | Daniel Grou     | Michael Hirst | 7. prosince 2016   | 14. října 2018     |
| 42           | 13        | Two Journeys                             | Dvě cesty                | Sarah Harding   | Michael Hirst | 14. prosince 2016  | 21. října 2018     |
| 43           | 14        | In the Uncertain Hour Before the Morning | V nejisté době nad ránem | Sarah Harding   | Michael Hirst | 21. prosince 2016  | 28. října 2018     |
| 44           | 15        | All His Angels                           | Všichni jeho andělé      | Ciaran Donnelly | Michael Hirst | 28. prosince 2016  | 4. listopadu 2018  |
| 45           | 16        | Crossings                                | Křižovatky               | Ciaran Donnelly | Michael Hirst | 4. ledna 2017      | 11. listopadu 2018 |
| 46           | 17        | The Great Army                           | Velká armáda             | Jeff Woolnough  | Michael Hirst | 11. ledna 2017     | 18. listopadu 2018 |
| 47           | 18        | Revenge                                  | Pomsta                   | Jeff Woolnough  | Michael Hirst | 18. ledna 2017     | 25. listopadu 2018 |
| 48           | 19        | On the Eve                               | V předvečer              | Ben Bolt        | Michael Hirst | 25. ledna 2017     | 2. prosince 2018   |
| 49           | 20        | The Reckoning                            | Zúčtování                | Ben Bolt        | Michael Hirst | 1. února 2017      | 9. prosince 2018   |

### Pátá řada (2017–2019)

#### První část (2017–2018)
| Č. v seriálu | Č. v řadě | Původní název     | Český název         | Režie             | Scénář        | Premiéra v USA     | Premiéra v ČR                      |
| ------------ | --------- | ----------------- | ------------------- | ----------------- | ------------- | ------------------ | ---------------------------------- |
| 50-51        | 12        | The Departed      | Král rybářZemě bohů | David Wellington  | Michael Hirst | 29. listopadu 2017 | 16. prosince 201823. prosince 2018 |
| 52           | 3         | Homeland          | Otčina              | Steve Saint Leger | Michael Hirst | 6. prosince 2017   | 30. prosince 2018                  |
| 53           | 4         | The Plan          | Plán                | Steve Saint Leger | Michael Hirst | 13. prosince 2017  | 6. ledna 2019                      |
| 54           | 5         | The Prisoner      | Zajatec             | Ciarán Donnelly   | Michael Hirst | 20. prosince 2017  | 13. ledna 2019                     |
| 55           | 6         | The Message       | Vzkaz               | Ciarán Donnelly   | Michael Hirst | 27. prosince 2017  | 20. ledna 2019                     |
| 56           | 7         | Full Moon         | Úplněk              | Jeff Woolnough    | Michael Hirst | 3. ledna 2018      | 27. ledna 2019                     |
| 57           | 8         | The Joke          | Žert                | Jeff Woolnough    | Michael Hirst | 10. ledna 2018     | 3. února 2019                      |
| 58           | 9         | A Simple Story    | Prostý příběh       | Daniel Grou       | Michael Hirst | 17. ledna 2018     | 10. února 2019                     |
| 59           | 10        | Moments of Vision | Okamžiky vzpomínek  | Daniel Grou       | Michael Hirst | 24. ledna 2018     | 17. února 2019                     |

#### Druhá část (2018–2019)
| Č. v seriálu | Č. v řadě | Původní název            | Český název          | Režie             | Scénář        | Premiéra v USA     | Premiéra v ČR   |
| ------------ | --------- | ------------------------ | -------------------- | ----------------- | ------------- | ------------------ | --------------- |
| 60           | 11        | The Revelation           | Odhalení             | Ciarán Donnelly   | Michael Hirst | 28. listopadu 2018 | 24. února 2019  |
| 61           | 12        | Murder Most Foul         | Nejodpornější vražda | Ciarán Donnelly   | Michael Hirst | 5. prosince 2018   | 3. března 2019  |
| 62           | 13        | A New God                | Nový bůh             | Ciarán Donnelly   | Michael Hirst | 12. prosince 2018  | 10. března 2019 |
| 63           | 14        | The Lost Moment          | Ztracený okamžik     | Steve Saint Leger | Michael Hirst | 19. prosince 2018  | 17. března 2019 |
| 64           | 15        | Hell                     | Peklo                | Steve Saint Leger | Michael Hirst | 26. prosince 2018  | 24. března 2019 |
| 65           | 16        | The Buddha               | Buddha               | Steve Saint Leger | Michael Hirst | 2. ledna 2019      | 31. března 2019 |
| 66           | 17        | The Most Terrible Thing  | Nejstrašnější věc    | Helen Shaver      | Michael Hirst | 9. ledna 2019      | 7. dubna 2019   |
| 67           | 18        | Baldur                   | Baldur               | Helen Shaver      | Michael Hirst | 16. ledna 2019     | 14. dubna 2019  |
| 68           | 19        | What Happens in the Cave | Co se děje v jeskyni | David Wellington  | Michael Hirst | 23. ledna 2019     | 21. dubna 2019  |
| 69           | 20        | Ragnarok                 | Ragnarok             | David Wellington  | Michael Hirst | 30. ledna 2019     | 28. dubna 2019  |

### Šestá řada (2019–2020)

#### První část (2019–2020)
| Č. v seriálu | Č. v řadě | Původní název                 | Český název                    | Režie             | Scénář        | Premiéra v USA    | Premiéra v ČR     |
| ------------ | --------- | ----------------------------- | ------------------------------ | ----------------- | ------------- | ----------------- | ----------------- |
| 70           | 1         | New Beginnings                | Nové začátky                   | Steve Saint Leger | Michael Hirst | 4. prosince 2019  | 11. května 2020   |
| 71           | 2         | The Prophet                   | Prorok                         | Steve Saint Leger | Michael Hirst | 4. prosince 2019  | 17. května 2020   |
| 72           | 3         | Ghosts, Gods and Running Dogs | Duchové, bohové a přisluhovači | Steve Saint Leger | Michael Hirst | 11. prosince 2019 | 24. května 2020   |
| 73           | 4         | All the Prisoners             | Všichni zajatci                | David Frazee      | Michael Hirst | 18. prosince 2019 | 1. června 2020    |
| 74           | 5         | The Key                       | Klíč                           | David Frazee      | Michael Hirst | 1. ledna 2020     | 8. června 2020    |
| 75           | 6         | Death and the Serpent         | Smrt a had                     | David Frazee      | Michael Hirst | 8. ledna 2020     | 15. června 2020   |
| 76           | 7         | The Ice Maiden                | Ledová panna                   | Steve Saint Leger | Michael Hirst | 15. ledna 2020    | 22. června 2020   |
| 77           | 8         | Valhalla Can Wait             | Valhala může počkat            | Katheryn Winnick  | Michael Hirst | 22. ledna 2020    | 29. června 2020   |
| 78           | 9         | Resurrection                  | Zmrtvýchvstání                 | Daniel Grou       | Michael Hirst | 29. ledna 2020    | 5. července 2020  |
| 79           | 10        | The Best Laid Plans           | Dokonalé plány                 | Daniel Grou       | Michael Hirst | 5. února 2020     | 12. července 2020 |

#### Druhá část (2020)
| Č. v seriálu | Č. v řadě | Původní název      | Český název      | Režie             | Scénář        | Premiéra na Prime Videu | Premiéra v ČR   |
| ------------ | --------- | ------------------ | ---------------- | ----------------- | ------------- | ----------------------- | --------------- |
| 80           | 11        | King of Kings      | Král králů       | Daniel Grou       | Michael Hirst | 30. prosince 2020       | 27. dubna 2021  |
| 81           | 12        | All Change         | Čas změn         | David Frazee      | Michael Hirst | 30. prosince 2020       | 4. května 2021  |
| 82           | 13        | The Signal         | Signál           | David Frazee      | Michael Hirst | 30. prosince 2020       | 11. května 2021 |
| 83           | 14        | Lost Souls         | Ztracené duše    | Helen Shaver      | Michael Hirst | 30. prosince 2020       | 18. května 2021 |
| 84           | 15        | All at Sea         | Nejisté časy     | Helen Shaver      | Michael Hirst | 30. prosince 2020       | 25. května 2021 |
| 85           | 16        | The Final Straw    | Poslední kapka   | Paddy Breathnach  | Michael Hirst | 30. prosince 2020       | 1. června 2021  |
| 86           | 17        | The Raft of Medusa | Vor Medúzy       | Paddy Breathnach  | Michael Hirst | 30. prosince 2020       | 8. června 2021  |
| 87           | 18        | It's Only Magic    | Je to jen kouzlo | Steve Saint Leger | Michael Hirst | 30. prosince 2020       | 15. června 2021 |
| 88           | 19        | The Lord Giveth…   | V rukou Páně     | Steve Saint Leger | Michael Hirst | 30. prosince 2020       | 22. června 2021 |
| 89           | 20        | The Last Act       | Poslední dějství | Steve Saint Leger | Michael Hirst | 30. prosince 2020       | 29. června 2021 |

## Webizody

### Athelstan's Journal(2015)
První část má podtitul Athelstan's Journal.
| Č. | Původní název             | Režie        | Scénář     | Premiéra v USA |
| -- | ------------------------- | ------------ | ---------- | -------------- |
| 1  | Chapter One: Gods         | Lucas Taylor | Sam Meikle | 30. ledna 2015 |
| 2  | Chapter Two: Honor        | Lucas Taylor | Sam Meikle | 1. února 2015  |
| 3  | Chapter Three: Loyalty    | Lucas Taylor | Sam Meikle | 6. února 2015  |
| 4  | Chapter Four: Sin         | Lucas Taylor | Sam Meikle | 8. února 2015  |
| 5  | Chapter Five: Blood       | Lucas Taylor | Sam Meikle | 13. února 2015 |
| 6  | Chapter Six: Family       | Lucas Taylor | Sam Meikle | 14. února 2015 |
| 7  | Chapter Seven: Savagery   | Lucas Taylor | Sam Meikle | 18. února 2015 |
| 8  | Chapter Eight: Gods & Men | Lucas Taylor | Sam Meikle | 19. února 2015 |

Druhá část má podtitul Stones and Bones.
| Č. | Původní název            | Režie        | Scénář     | Premiéra v USA  |
| -- | ------------------------ | ------------ | ---------- | --------------- |
| 9  | Chapter One: Vows        | Lucas Taylor | Sam Meikle | 20. února 2015  |
| 10 | Chapter Two: Death       | Lucas Taylor | Sam Meikle | 27. února 2015  |
| 11 | Chapter Three: Love      | Lucas Taylor | Sam Meikle | 6. března 2015  |
| 12 | Chapter Four: Harvest    | Lucas Taylor | Sam Meikle | 13. března 2015 |
| 13 | Chapter Five: The Choice | Lucas Taylor | Sam Meikle | 20. března 2015 |